# Austria 9

Logo

Austria 9 is een commerciële televisiezender uit Oostenrijk. De zender zendt voornamelijk oude films en series uit in de avonduren en belprogramma´s overdag en ´s nachts. 
Austria 9 is eigendom van Burda en maakt gebruik van een grote voorraad filmrechten van oude Oostenrijks zogenaamde "Heimatfilme" die men uitzendt en oude Amerikaanse series als The Streets of San Francisco.
Austria 9 zendt uit via een satelliet van Astra uit en heeft zijn programma´s gecodeerd. Voor ontvangst heeft men de ORF-kaart nodig die alleen te verkrijgen is in Oostenrijk en Zuid-Tirol.